# Хижняченко, Пётр Евгеньевич
Хижняченко Петр Евгеньевич (1907—1992) — начальник шахты «Западная-Капитальная» треста «Несветайантрацит» комбината «Шахтантрацит», Герой Социалистического Труда.

## Биография
Родился 30 августа 1907 года в деревне Михайловская Борщаговка (ныне микрорайон Киева, Украина) в крестьянской семье. После окончания в 1931 году Днепропетровского горного института работал в горнодобывающей промышленности. Начинал на шахте имени Ильича треста «Кадиевуголь», затем работал на шахтах Дальнего Востока и Киргизской ССР.
С 1944 года занимался восстановлением шахт Донбасса, с 1950 года — главный инженер треста «Шахтантрацит» комбината «Ростовуголь». С июля 1952 года — начальник шахты «Западная-Капитальная».
Был назначен с целью вывести из отстающих ранее успешную шахту. Занимался улучшением организации производства, совершенствовал технологию угледобычи. Особое внимание уделял наращиванию темпов подготовительных работ, полному переходу на комплексную механизацию. Не раз «Западная-Капитальная» была победителем в соцсоревновании, награждалась знаменами Минуглепрома и Совета Министров СССР.
Указом Президиума Верховного Совета СССР от 26 апреля 1957 года за выдающиеся успехи, достигнутые в деле развития угольной промышленности в годы пятой пятилетки и в 1956 году, Хижняченко Петру Евгеньевичу присвоено звание Героя Социалистического Труда с вручением ордена Ленина и золотой медали «Серп и Молот».
В 1958—1960 годах — управляющий трестом «Несветайантрацит».
Депутат Верховного Совета РСФСР 4-го созыва (1955—1959 годы).

## Награды и звания
Награждён орденом Ленина (26.04.1957), орденом Трудового Красного Знамени и медалями.